# Estación de Longares
Longares es un apeadero ferroviario con parada facultativa situado en el municipio español homónimo en la provincia de Zaragoza, comunidad autónoma de Aragón. Cuenta con servicios de media distancia operados por Renfe. 

## Situación ferroviaria
Está situada en el pk 81,8 de la línea 610 de la red ferroviaria española que une Zaragoza con Sagunto por Teruel, entre las estaciones de Arañales de Muel y de Cariñena. El kilometraje se corresponde con el histórico trazado entre Zaragoza y Caminreal tomando esta última como punto de partida. 
El tramo es de vía única y está sin electrificar, a 546 m de altitud.

## La estación
La estación y el trazado fueron totalmente renovados y puestos de nuevo en funcionamiento el 10 de octubre de 2007, siendo el histórico edificio de viajeros de 1933, obra de Secundino Zuazo, demolido. En su lugar se construyó un aparcamiento de cinco plazas (una de ellas para usuarios con movilidad reducida) y el andén se adaptó a este tipo de usuarios. Cuenta con un pequeño refugio acristalado.
La estación se halla a 500 m de las primeras casas del pueblo por camino asfaltado.

## Historia
El 17 de enero de 1885 se constituyó la Sociedad del “Ferrocarril de Cariñena a Zaragoza”, que construiría y explotaría la primitiva línea. Este trazado, de vía estrecha, fue inaugurado el 10 de agosto de 1887. Esta línea y su estación fueron clausuradas el 28 de febrero de 1933, ante la inminente apertura del ramal de ancho ibérico Caminreal-Zaragoza del Ferrocarril Central de Aragón.
La actual estación fue puesta en servicio el 2 de abril de 1933 con la apertura de la línea Caminreal-Zaragoza. Las obras corrieron a cargo de la Compañía del Ferrocarril Central de Aragón que con esta construcción dotaba de un ramal a su línea principal entre Calatayud y el Mediterráneo que vía Zaragoza podía enlazar con el ferrocarril a Canfranc de forma directa.
En 1941, con la nacionalización de la totalidad de la red ferroviaria española la estación pasó a ser gestionada por RENFE.
Desde el 31 de diciembre de 2004 Renfe Operadora explota la línea mientras que Adif es la titular de las instalaciones ferroviarias.

## Servicios ferroviarios

### Media distancia
En esta estación efectúa parada el Regional de la serie 594 que une Zaragoza con Teruel
| Línea MD | Trenes   | Origen/Destino    |  | Destino/Origen |
| -------- | -------- | ----------------- |  | -------------- |
| 49       | Regional | Zaragoza-Delicias |  | Teruel         |